# ユニバーサル・レコード (フィリピン)
ユニバーサルレコード(Universal Records Philippines, Inc)は、フィリピンのレコード会社である。ワーナー・ミュージック・グループの一部として創業し、1992年に独立。フィリピンレコード協会に加盟している。

## 歴史
1977年にWEAレコード（ワーナー・ミュージック）のフィリピン法人として設立された。その後15年に亘ってワーナーと関係を保っていたが、1992年に袂を別ち、「ユニバーサル・レコード・フィリピン株式会社」に改名。改名後はフィリピン最大のレコード会社として成長を続けている。一方のワーナー・ミュージックは、コンビ解消後新たにワーナー・ミュージック・フィリピン（ワーナーのフィリピン法人）を設立した。

## レーベル一覧

### フィリピン国内
- ベルハウスエンタテインメント
- ダンスバグレコード
- GMAレコード
- ホメールックスレコード
- IndiMusic
- イエズス会コミュニケーション基金
- イエズス会音楽部

### フィリピン国外
- エイベックス
- クッキング・ヴァイナル
- SMエンタテインメント
- ベガーズ・バンケット・レコード
- ポニーキャニオン
- ドミノ・レコーズ
- インペリアルレコード
- コロムビアミュージックエンタテインメント
- ブランコ・イ・ネグロ・レコード
- ジェネオン・エンタテインメント
- モシモシ・レコーズ
- XLレコーディングス

## その他
混同を避けるため、同じ「ユニバーサル」の名前を使用しているユニバーサル・ミュージック・グループは、フィリピン国内では「MCA Music」と名乗って販売を行っている。